# Simona Molinari
Simona Molinari (Nápoles, 23 de Fevereiro de 1983) é uma cantora italiana.

## Biografia
Nascida em Nápoles em 23 de Fevereiro de 1983, Simona Molinari começa amar o jazz desde criança. Estuda música em Nápoles e em Roma e diploma-se no Coservatório Alfredo Casella de L’Aquila.
Em 2005 chega o sucesso quando ganha o prémio como melhor cantora ao Premio 25 Aprile.
Trabalhou também no teatro com Michele Placido, Caterina Vertova e Edoardo Siravo.
Em 2008 participa ao Festival de Sanremo e canta em dueto com Ornella Vanoni. É deste ano o seu primeiro disco: Egocentrica.
Por ocasião do sismo de Áquila de 2009, ela escreve e canta em dueto com o pianista Nazzareno Carusi, a canção Ninna Nanna, e oferece tudo o que ganha em solidariedade.
É de 2010 o seu segundo disco Croce e delizia, onde canta novamente em dueto com Ornella Vanoni a canção Amore a prima vistae ganha o prémio melhor artista jovem no Wind Music Awards 2010.

## Discografia
- 2009 : Egocentrica
- 2010 : Croce e Delizia
- 2011 : Tua
- 2013 : Dr. Jekyll Mr. Hyde
- 2015 : Casa Mia

## Páginas externas
- Página oficial